# N-溴代乙酰胺
N-溴代乙酰胺是一种有机化合物，化学式为C2H4BrNO。它可由乙酰胺和溴的混合水溶液和氢氧化钾反应制得。它可用作溴酰胺化反应的试剂，以及用于顺式1,2-二醇的合成。